# Champ intérieur

Sur ce schéma, le champ extérieur est représenté en vert.

Au baseball, le champ intérieur (en anglais infield) désigne l'aire de jeu constituée par les quatre bases où évoluent en défense les joueurs de champ intérieur et les coureurs en attaque.
Il constitue avec le champ extérieur l'ensemble du territoire des bonnes balles au baseball, c'est-à-dire la zone où se déroule la partie.